# 宇佐神宮御神能
宇佐神宮御神能（うさじんぐうごしんのう）は、大分県宇佐市の宇佐神宮で、毎年10月20日、21日に行われる風除報賽祭（ふうじょほうさいさい）の2日目に奉納される能楽である。1975年3月28日に大分県の無形文化財に指定されている。

## 概要
風除報賽祭は、宇佐神宮に伝わる多くの祭事のうちのひとつで、作物が風水害等から護られ、五穀豊穣となったことを神に感謝する祭事であり、毎年10月20日、21日の両日に行われる。御神能はこのうち第2日目の21日に宇佐神宮境内にある能楽堂で奉納される。なお、第1日目の20日には俚舞楽打（さとまいがくうち）が宇佐神宮勅使門前の斎庭で奉納される。
宇佐神宮の御神能は、安元年間（1175年 - 1177年）に申楽として始まったものであると伝えられており、以後、応永22年（1415年）の大内義弘による中興等の盛衰を経て、関ヶ原の戦いの後に中津藩に入封した細川忠興のもとで元和5年（1619年）に再興され、以来、約390年にわたって毎年絶えることなく奉納されてきた。
能は観世流、狂言は大蔵流の系統をくむもので、宇佐観世とも呼ばれる。現在では、宇佐神宮の氏子が主体の宇佐神宮神能会によって毎年違う演目が演じられるが、『清経』のみは演じられない慣わしとなっている。神前で奉納する能楽（御神能）としては、厳島神社の桃花祭御神能と並んで日本を代表するものである。